# Ordine Florifero della Pegnitz
L'Onorevole Ordine dei Pastori e dei Fiori sulla Pegnitz (tedesco: Löblicher Hirten- und Blumenorden an der Pegnitz; latino: Societas Florigera ad Pegnesum) fu fondato nel 1644 a Norimberga come accademia linguistica e letteraria. Si trattava di una società aconfessionale, aperta anche alle donne e costituita in maggior parte da borghesi.

## Storia
Le ultime due caratteristiche la differenziavano dalla più importante Società dei Carpofori, la quale era costituita in prevalenza da nobili ed escludeva completamente le donne. L'Ordine Florifero della Pegnitz è l'unica accademia letteraria barocca tedesca ancora esistente.